# Matlockit
Matlockit – rzadki minerał z grupy halogenków. Jego nazwa pochodzi od miasta Matlock, gdzie został po raz pierwszy odkryty.

## Występowanie
- Lawrio, Grecja
- Livorno, Włochy
- Cromford, Wielka Brytania